# 山梨県道718号富士吉田西桂線
山梨県道718号富士吉田西桂線（やまなしけんどう718ごう ふじよしだにしかつらせん）は、かつて山梨県富士吉田市から同県南都留郡西桂町に至っていた一般県道である。
2025年4月1日に廃止されたと同時に「山梨県道富士吉田西桂都留線（整理番号219号）」が認定され事実上引き継がれた。

## 概要

### 路線データ
- 起点：山梨県富士吉田市上吉田
- 終点：山梨県南都留郡西桂町小沼（倉見入口交差点＝国道139号交点）

## 路線状況

### 重複区間
- 富士吉田市大明見・富士吉田市小明見（小明見交差点）間：山梨県道704号新田下吉田線

## 地理

### 通過する自治体
- 山梨県
  - 富士吉田市 - 南都留郡西桂町

### 交差する道路
- 山梨県道717号山中湖忍野富士吉田線（富士吉田市・砂原橋東交差点）
- 山梨県道704号新田下吉田線（富士吉田市・小明見交差点）
- 国道139号（南都留郡西桂町・倉見入口交差点）

### 周辺
- 富士山北東本宮小室浅間神社
- 富士吉田市立第二保育園
- 明見郵便局
- 富士吉田市立明見中学校
- 富士吉田市立明見小学校
- 富士吉田市立富士見台中学校
- 富士吉田市立富士小学校
- 西桂町立西桂小学校